# Båktjenjaure
Båktjenjaure är en sjö i Krokoms kommun i Jämtland och ingår i Indalsälvens huvudavrinningsområde. Sjön har en area på 0,467 kvadratkilometer och ligger 696,8 meter över havet. Båktjenjaure ligger i Oldflån-Ansätten Natura 2000-område. Sjön avvattnas av vattendraget Långvattsån.

## Delavrinningsområde
Båktjenjaure ingår i det delavrinningsområde (709529-139468) som SMHI kallar för Utloppet av Båktjenjaure. Medelhöjden är 835 meter över havet och ytan är 6,57 kvadratkilometer. Räknas de 9 avrinningsområdena uppströms in blir den ackumulerade arean 52,83 kvadratkilometer. Långvattsån som avvattnar avrinningsområdet har biflödesordning 5, vilket innebär att vattnet flödar genom totalt 5 vattendrag innan det når havet efter 325 kilometer. Avrinningsområdet består mestadels av skog (26 procent) och kalfjäll (67 procent). Avrinningsområdet har 0,47 kvadratkilometer vattenytor vilket ger det en sjöprocent på 7,1 procent.